# Theodoricus Tzwyvel
Theodoricus Tzwyvel (1490 – 1536) è stato un tipografo, compositore e matematico tedesco.

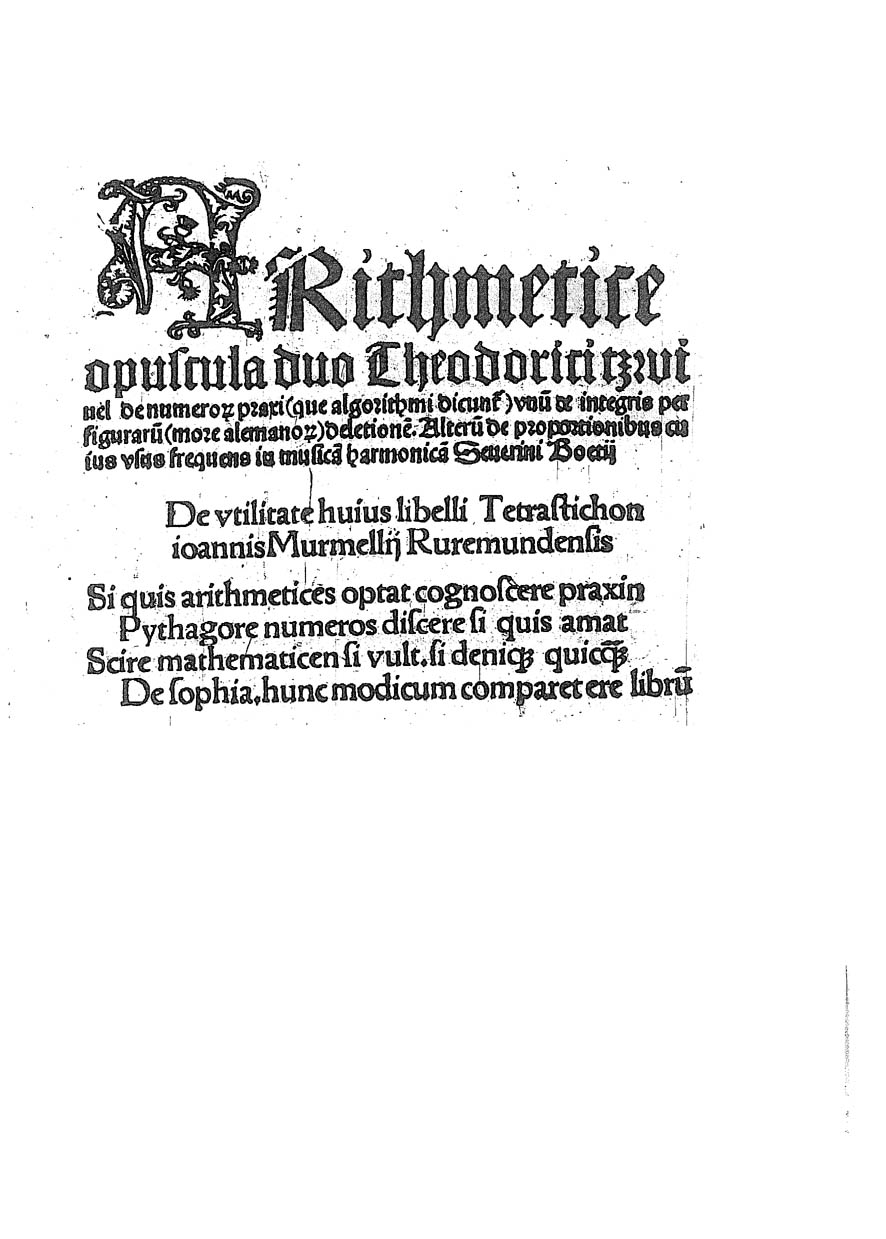
Arithmeticae opuscula duo, 1507

È l'ideatore dell'orologio astronomico del Duomo di Münster.

## Opere
- (LA) Arithmeticae opuscula duo, Köln, Heinrich Quentel, 1507.